# Ellenboro (Wisconsin)
Ellenboro – miasto w Stanach Zjednoczonych, w stanie Wisconsin, w hrabstwie Grant.